# خرخاشة متوسطية
خرخاشة متوسطية (الاسم العلمي:Rhinanthus mediterraneus) هي نوع من النباتات يتبع جنس الخرخاشة من الفصيلة الهالوكية.